# 基里巴斯优先
基里巴斯优先（基里巴斯语：Kiribati Moa）是基里巴斯的一个政党。
2019年11月，该党因不满基里巴斯总统塔内希·马茂与中华民国断交，与中华人民共和国复交而脱离执政党关爱基里巴斯党自立。
2020年，基里巴斯优先首次参加基里巴斯议会选举。